# Serrate-Radarwarnempfänger

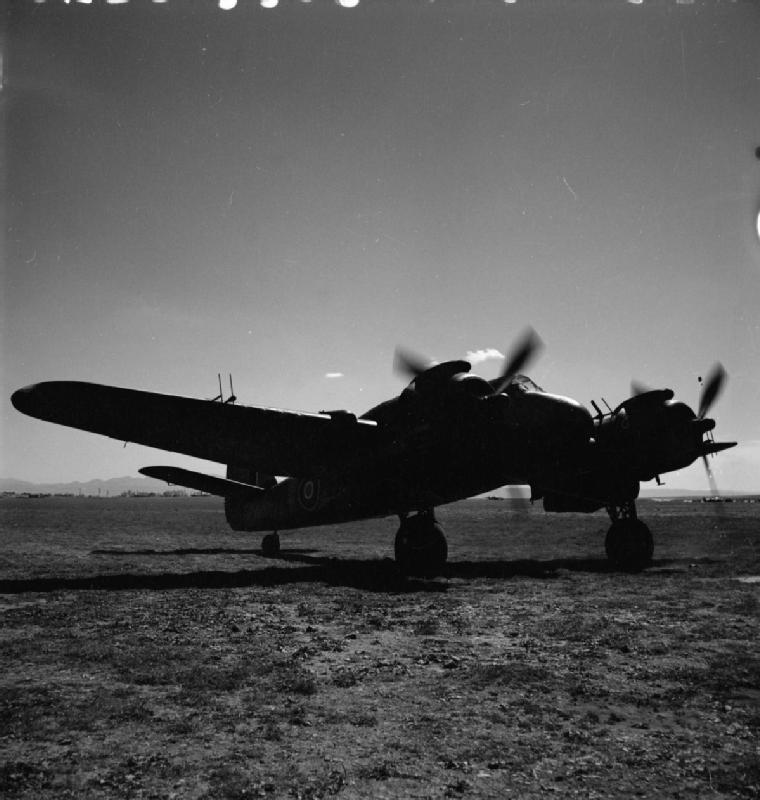
Ein Nachtjäger vom Typ Bristol Beaufighter Mk VI F. Mit diesem Typ fanden die ersten Serrate-Einsätze statt. Deutlich sind auf dem Foto die Radar-Antennen des Nachtjägers erkennbar.

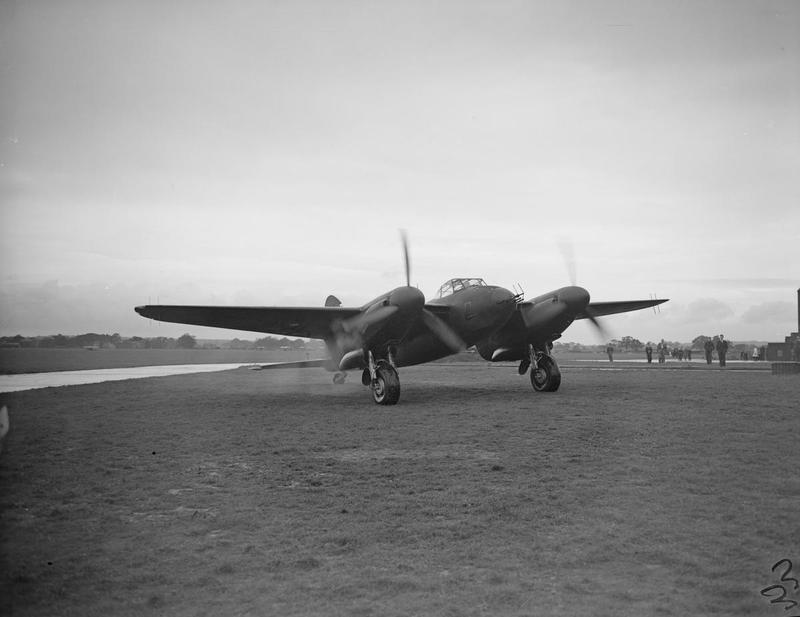
Eine De Havilland Mosquito Mk II. Maschinen dieser Version wurde mit Serrate-Radarwarngeräten nachgerüstet. Am Bug ragt die Antenne des A.-I.-Radargeräts hervor.

Serrate (deutsch wörtlich „gezackt“) war der Deckname eines britischen Radarwarnempfängers, der Nachtjägern der Royal Air Force (RAF) im Zweiten Weltkrieg die Ortung deutscher Nachtjäger erlaubte, die ein Lichtenstein-Radargerät verwendeten.

## Geschichte
Die Geräte wurden zunächst in Nachtjägern vom Typ Bristol Beaufighter Mk. VI F der 141. Squadron installiert. Die Einheit flog ab Juni 1943 Patrouillen über den Nachtjäger-Stützpunkten in Deutschland. Dabei entwickelten sie die Taktiken für den Einsatz des Serrate-Gerätes. Die Beaufighter flogen mit dem Bomberstrom und verhielten sich wie schwere Bomber, bis der rückwärts gerichtete Serrate-Warnempfänger die Funkausstrahlung des Lichtenstein-Gerätes des sich von hinten nähernden Nachtjägers der Luftwaffe erfassen konnte. Die maximale Reichweite betrug knapp 100 km. Allerdings war es auf kurze Entfernungen zu ungenau für den Zielanflug. Der Radar-Operator übermittelte dem Piloten die Richtungsangaben, bis sich der Jäger auf ungefähr 2000 m Entfernung angenähert hatte. Dann flog der Beaufighter eine schnelle Wende, um sich nun seinerseits von hinten dem deutschen Jäger annähern, ihn mit seinem vorwärts gerichteten Radar vom Typ A. I. Mk. IV zu erfassen und abzuschießen. Das Flugmanöver und die kompliziert zu bedienende Technik verlangte besonders qualifizierte Besatzungen. Zudem zeigte sich rasch, dass die Beaufighter für die Aufgabe zu langsam und zu schwerfällig war. Bei ersten Einsätzen, in denen die Serrate-Maschinen mitten im Bomberstrom mitflogen, stellte sich heraus, dass die Radarechos der Bomber die Identifikation von Feindflugzeugen auf den Anzeigegeräten für A. I. und Serrate erschwerten. Da zudem zweimotorige Maschinen von den Bordschützen der viermotorigen Bomber grundsätzlich als feindlich betrachtet und beschossen wurden, flogen die Serrate-Maschinen bald nur an den Rändern des Bomberstroms.
Im November 1943 schuf die RAF die No. 100 Bomber Support Group. Damit verfügte das Bomber Command über eine Einheit, die mit ECM-Flugzeugen, Jagdbombern und Nachtjägern die Bombenangriffe direkt unterstützen konnte. Die 141 Squadron wurde ihr im Dezember unterstellt. Der erste Einsatz in der 100 Group erfolgte während der Luftschlacht um Berlin in der Nacht vom 16. auf den 17. Dezember 1943 mit zwei Beaufighter und zwei Mosquitos. Eine Mosquito beschädigte im Luftkampf einen deutschen Nachtjäger. Die Beaufighter der 141 Squadron wurden zügig von den leistungsstärkeren Mosquito-Mk-II-Nachtjägern ersetzt. Zur Aufnahme der Serrate-Anlage wurde auf die vier Maschinengewehre in der Bugspitze verzichtet.
141 Squadron flog während ihrer Unterstellung unter 100 Group mehr als tausend Serrate-Einsätze, davon nur zwölf mit Beaufighter, alle anderen mit Mosquitos. Die Einheit meldete für ihre Luftkämpfe 70 deutsche Flugzeuge sicher zerstört, vier wahrscheinlich und 21 beschädigt.
Ebenfalls über Serrate-Mosquitos verfügte die 239 Squadron, die auch der 100 Group unterstellt war. Sie flog knapp 1400 Einsätze, davon eine unbekannte Anzahl ohne Serrate und meldete 51 zerstörte, und neun mutmaßlich zerstörte oder beschädigte Feindflugzeuge.
Ab Frühjahr 1944 wurde auf die Serrate-Geräte in den Mosquitos zunehmend verzichtet, da nun auch Maschinen mit dem leistungsfähigen Radar A.I. Mark X über dem Kontinent eingesetzt werden durften, um die hohen Verluste des Bomber Command zu senken. Zuvor waren die so ausgestatteten Maschinen aus Geheimhaltungsgründen nur für die Verteidigung der britischen Inseln verwendet worden.